# Епархия Сохага (Коптская католическая церковь)
Епархия Сохага (лат. Eparchia Sohagensis) — епархия Коптской католической церкви с центром в городе Сохаг, Египет. Кафедральным собором епархии Сохага является Собор Христа Царя в городе Сохаг.

## История
13 сентября 1981 года Римский папа Иоанн Павел II учредил епархию Сохага Коптской католической церкви, выделив её из епархии Луксора.

## Ординарии епархии
- епископ Morkos Hakim (26.05.1982 — 9.08.2003);
- епископ Youssef Aboul-Kheir (5.08.2003 — по настоящее время).

## Источник
- Annuario Pontificio, Libreria Editrice Vaticana, Città del Vaticano, 2003, ISBN 88-209-7422-3